# Nikola Adžić
Nikola Adžić (serbisch-kyrillisch Никола Аџић; * 25. April 1962 in Cetinje, SFR Jugoslawien) ist ein ehemaliger jugoslawischer Handballspieler und Handballtrainer.

## Karriere

### Verein
Nikola Adžić spielte auf der Position Linksaußen von 1977 bis 1982 für den RK Lovćen Cetinje. Anschließend lief er bis 1987 für den RK Proleter Zrenjanin auf, bevor er wieder nach Cetinje zurückkehrte. Ab 1990 stand er erneut bei Proleter unter Vertrag. Im Europapokal der Landesmeister 1990/91 unterlag er mit der Mannschaft dem FC Barcelona in den Finalspielen nach einem 23:21-Heimsieg mit 17:20 im Rückspiel. 1992 wurde er mit Zrenjanin Meister. Im Jahr 1993 wechselte er nach Italien zu Pallamano Triest, mit dem er 1994 und 1995 die Meisterschaft sowie 1995 den Pokal errang. Nach der Saison 1995/96 beendete er seine Laufbahn beim RK Partizan Belgrad.

### Nationalmannschaft
Mit der jugoslawischen Nationalmannschaft gewann Adžić das Handballturnier der Goodwill Games 1990. Mit der Nationalmannschaft der Bundesrepublik Jugoslawien gewann er bei der Europameisterschaft 1996 zum Abschluss seiner Karriere die Bronzemedaille.

### Trainer
Als Trainer betreute Adžić in der Saison 1996/97 Partizan und wurde in der folgenden Spielzeit mit Triest italienischer Pokalsieger.